# 데이비드 모스코
데이비드 모스카우(David Moscow, 영어 발음: /ˈmɒskaʊ/, 1974년 11월 14일 ~ )는 미국의 배우이다.

## 출연 작품
- 빅 (1988년 영화)
- 뉴스보이 (영화)
- 라이딩 위드 보이스
- 우리 방금 결혼했어요
- 허니 (2003년 영화)